# Orodel
Orodel es una comuna ubicada en el distrito de Dolj, Rumania.

## Superficie
Posee una superficie de 90,95 kilómetros cuadrados.

## Demografía
Hasta 2021 la población era de 2147 habitantes, con una densidad de población de 23,61 habitantes por kilómetro cuadrado.